# Sialoskopi
Sialoskopi eller sialendoskopi är en undersökningsteknik och behandlingsteknik av de stora spottkörtlarnas utförsgångar. Denna teknik har alltsedan början på 2000-talet blivit alltmer spridd bland annat tack vare 2 stycken sialoskopicentra i Europa som ligger i Gèneve, Schweiz och Erlangen, Tyskland som både varit med att utveckla några av de vanligaste sialoskopen och håller regelbundna kurser avseende denna teknik.
Med detta endoskop (rörformade kamera) kan man titta in i öronspottkörtelns (parotis) och underkäksspottkörtelns (submandibularis) utförsgångar och där behandla spottsten (sialolithiasis) och förträngningar (strikturer). Instrumentet är cirka 1 millimeter i diameter och kan börja användas när gångmynningen är vidgad med sonder eller dilatorer. Förutom kameradelen på endoskopet finns en kanal för koksaltsköljning av gången samt en arbetskanal för en fångstkorg för stenar samt eventuell laserfiber för stenfragmentering. I något större sialoskop kan man använda tänger och andra verktyg för att jobba med stenar eller förträngningar i gångsystemet. Tekniken har inneburit att vissa operationer i de spottkörtlarna blivit minimalinvasiva där man kan bevara spottkörtelns funktion med dess salivproduktion istället för att operera bort den. Fördelen blir också att risken att skada närliggande strukturer vid körteloperationen minskar till stor del.
I Sverige har tekniken funnits på ÖNH-kliniker i Örebro, Stockholm och Skåneregionen med nuvarande omfattning av skopier motsvarande 300 per år, huvudsakligen operationer i lokalbedövning. Tekniken har senaste åren spridit sig till bland andra ÖNH-kliniken i Västerås och Norrköping men ytterligare spridning av tekniken kommer att behövas för att alla patienter i Sverige ska ha tillgång till denna minimalinvasiva teknik som i princip har fått en heltäckande spridning över världen.
Se även "sialendoscopy" och "sialiolithiasis" i den engelska versionen av Wikipedia.